# آن كوك
آن كوك (بالإنجليزية: Ann Cook)‏ (25 أكتوبر 1974 بسبرينغفيلد في الولايات المتحدة - ) هي لاعبة كرة قدم أمريكية في مركز الدفاع. شاركت مع منتخب الولايات المتحدة لكرة القدم للسيدات. أما مع النوادي، فقد لعبت مع واشنطن سبيريت وChicago Cobras ‏ وSan Jose CyberRays ‏.